# Le pénal ne tient pas le civil en état
En droit de la preuve, le pénal ne tient pas le civil en état ou le criminel ne tient pas le civil en état est un adage juridique qui énonce que les tribunaux civils ne sont pas liés par les conclusions d'un tribunal pénal.
La règle peut toutefois varier en fonction des pays et certains pays appliquent une règle différente où le pénal tient effectivement le civil en état.

## Droit par pays

### Belgique
En Belgique, le pénal tient le civil en état selon le code d'instruction criminelle dans une loi de 1878. Cela signifie que le juge civil doit attendre l'issue d'actions pénales en cours, ce qui peut retarder le jugement d'une affaire, parfois considérablement,. Ce principe est limité par des exceptions depuis 2017.

### Canada

#### Québec
En droit québécois, le principe voulant que le pénal ne tient pas le civil en état s'applique. Ainsi, il n'y a pas d'autorité de la chose jugée entre un jugement civil et un jugement pénal. Cependant, les tribunaux civils doivent tenir compte des jugements pénaux afin d'éviter les jugements contradictoires qui ne peuvent s'expliquer. L'exemple le plus courant est le principe voulant qu'on puisse difficilement, en matière civile, remettre en question un acte qui a été reconnu hors de tout doute raisonnable en matière pénale.

### États-Unis
Aux États-Unis, le pénal ne tient pas le civil en état. Un exemple notable est l'affaire O. J. Simpson, où l'accusé a été d'abord trouvé non coupable au pénal en 1995 avant d'être tenu responsable au civil en 1997 de la mort de son ex-conjointe et de son ami. Ce résultat est possible du fait qu'une culpabilité au procès criminel ne peut être prononcée qu'à l'unanimité du jury et hors de tout doute raisonnable, quand la juridiction civile ne nécessite que neuf jurés sur douze et a une charge de la preuve plus flexible, celle de la balance des probabilités ou prépondérance des faits.

### France
En 2007, la France modifie le code de procédure pénale qui indique que le pénal ne tient pas le civil en l'état. Une autre loi de 2000 faisait en sorte que le pénal ne suspend l'action en civil pour les fautes non-intentionnelles,,.
Durant la situation antérieure, le jugement civil devait attendre (surseoir) le verdict pénal, dont l'autorité est supérieure, afin d'éviter la contradiction des sentences. Cette situation est alors critiquée car étant la source de procédures abusives, du fait de nombreuses plaintes avec constitution de partie civile qui retardent les procédures, notamment aux prud'hommes, aux divorces ou aux litiges commerciaux. L'instrumentalisation du juge d'instruction est courante et aboutissait majoritairement à un non-lieu. Le rapport de Jean-Claude Magendie en 2004, destiné au garde des sceaux, veut remettre en cause ce principe, non-universel, d'origine prétorienne, indiquant que la contrariété des juridictions est acceptée par la jurisprudence et qu'il est la source de paralysie des actions en justice,.